# Pimetiksen
Pimetiksen (łac. pimethixenum) – organiczny związek chemiczny, pochodna tioksantenu o działaniu przeciwhistaminowym i uspokajającym. W przeciwieństwie do większości innych pochodnych z tej grupy chemicznej stosowanych w lecznictwie, pimetiksen jest pozbawiony aktywności neuroleptycznej. Stosowany w lecznictwie dość rzadko jako lek przeciwalergiczny i uspokajający.

## Preparaty
- Muricalm – krople lub syrop

W Polsce preparat nie jest zarejestrowany. Dostępny w wyłącznie w trybie importu docelowego.